# In the Skin
In the Skin — перший студійний альбом американської групи 36 Crazyfists.

## Композиції
1. Enemy Throttle — 2:43
2. In the Skin — 4:24
3. Victim — 1:42
4. Eracism — 3:43
5. Half Myself — 3:53
6. Sworn — 3:55
7. Who's Next — 5:08
8. Clone — 3:13
9. East 15th — 1:20
10. Deprivation — 5:26
11. Bonus Track — 1:33